# Martín Buscaglia
Martín Buscaglia (Montevideo, 2 de diciembre de 1972) es un músico, compositor y productor uruguayo.

## Biografía
Tanto con su banda (“Los Bochamakers”) como en su formato “Hombre orquesta”, o solo con su guitarra, ha tocado entre otros países en España, Estados Unidos, Inglaterra, Francia, Australia, Brasil, Argentina, Chile, Paraguay, México y Uruguay.
Paralelamente, tiene y/o ha tenido proyectos a dúo con el español Kiko Veneno, la cubana Yusa, la mexicana Julieta Venegas, el argentino Lisandro Aristimuño,  sus compatriotas Fernando Cabrera y  Antolín, y a trío junto a los brasileros Os Mulheres Negras.
Ha grabado y tocado con artistas como Arnaldo Antunes, Kiko Veneno, Fito Páez, Julieta Venegas, Eduardo Mateo, El Príncipe, Hugo Fattoruso, Rubén Rada, Leo Masliah, Fernando Cabrera, Jaime Roos, Juana Molina, Jackson Browne, Os Mulheres Negras, o Jorge Drexler.
Ofició de artista soporte en el show de Paul McCartney en el Estadio Centenario de Uruguay en 2012, así como en shows de Luis Alberto Spinetta, Caetano Veloso, Maceo Parker y Charly García.

## Discografía

### Discos en solitario
- “Basta de música” (Montevideo Music Group /Lovemonk, 2020)
- "Experiencias Musicales", a dúo con Antolín (Los Años Luz, 2015)
- "Somos libres", en vivo (Los Años Luz/Bizarro, 2014)
- "El Pimiento Indomable", disco a dúo junto a Kiko Veneno (Bizarro/Los Años Luz, 2012/ Satélite K., 2014)
- "Temporada de conejos" (Lovemonk, 2009)
- "El evangelio según mi jardinero" (Lovemonk, 2006)
- "Ir y volver e ir" (Lovemonk, 2004)
- "Plácido domingo" (Zapatito, 2000)
- "Llevenlé" (Orfeo, 1997 / Reedición: Bizarro, 2011)[2]

### Vinilos
- "Chuza Guedra Guedra remix", single 7 (Lovemonk, 2021)
- "Basta de Música", LP (Lovemonk, 2020)
- "El evangelio según mi jardinero", LP (Lovemonk, 2018)
- "El Pimiento Indomable", LP (Satélite K., 2015)
- "Jaula de motos" y "Cortocircuito" remezclados por K'bonus y Boohgaloo Zoo (Lovemonk, 2010).
- "Cerebro, orgasmo envidia & Sofía", remezclado por SUMO y Boogie Corporation (Lovemonk, 2007)

### DVD
- 2009, "Martín Buscaglia y sus Bochamakers En Directo en Montevideo" (Bizarro Records).
- 2008, "Cantacuentos 10 años - Pura maravilla" (Montevideo Music Group).

### con Cantacuentos
- "Cantacuentos en su casa" (Montevideo Music Group, 2011)
- "Pura Maravilla" (Montevideo Music Group, 2009)
- "La vuelta manzana" (Montevideo Music Group, 2007)
- "Canta y cuenta canciones para no dormir la siesta" (Montevideo Music Group, 2005)
- "Cantacuentos 2" (Ayuí, 2001)
- "Cantacuentos" (Ayuí, 1999)

## Otros proyectos
- Integra la banda Imposible Surdomundo Orchestra, conformada por músicos brasileños (Arthur de Faría, Mauricio Pereira y Caíto Marcondes), argentinos (Ignacio Varchausky y Martín Sued) y uruguayos (Osvaldo Fattorusso ( hasta su fallecimiento) y Martín Buscaglia).
- Radio: A partir de septiembre de 2016 conduce el programa "La Casa del Transformador",  que se emite  a través de www.radiogladyspalmera.com . Condujo en 2010 y 2011 “La Hora del té"  en Urbana FM (UY).
- Integra P.P.A.A. (Payadores Anónimos), grupo de improvisación sobre la base de métricas poéticas predeterminadas, ritmos folclóricos y danza, trío que integra junto a los artistas Cesitar y Herman Klang.
- En el año 2012 editó el libro "MOJOS", de Horacio Buscaglia, por Editorial Yaugurú; antología de la obra poética de su padre realizada junto a Gustavo Wojciechowski.Sus dos primeras ediciones están agotadas.
- Año 2013: compuso la música de la serie de animación "Fantasmagorías".
- En el año 2014 produjo el disco "Corazón" (MMG) de Pablo "Pinocho" Routin. (Otras producciones: "Sed" de La Dulce (Bizarro); "Ambiente familiar" de Cesitar(Ayuí)).
- Teatro: En 2015 compuso la música para la versión de "la Tierra Púrpurea" de W.H.Hudson, en puesta de la Comedia Nacional. En 2012 compuso la música, junto a Mateo Moreno, de la obra "Harper", dirigida por Anthony Fletcher para la Comedia Nacional, que fuera nominada en los premios Florencio a "mejor ambientación sonora" . Anteriormente para la Comedia había compuesto la música de "La Celestina" con la actuación de Estela Medina
- Cine: El track "Cerebro, Orgasmo, Envidia y Sofía" del disco "El Evangelio Según mi Jardinero",  compone la banda sonora de la película "Next day Air" con Donald Faison y el rapero Mos Def. Otras canciones suyas incluidas en films: "Ir y volver e ir", en Máncora.
- Fundador, director e integrante del grupo Cantacuentos, de música y teatro para niños con quienes editó y produjo 6 discos.

## Comentarios de la prensa
- "The most exciting export from the-country-that-isn't-Paraguay is surely the music of the inspired and unpredictable Martín Buscaglia, or "the uruguayan Prince"" Monocle, UK

- “Como si Caetano Veloso hubiese nacido anteayer y David Byrne fuera latino de verdad ”. Jaume Salas, El País, España.

- “Martín Buscaglia, bendito sea este músico uruguayo heredero del espíritu indómito de George Clinton y Fred Buscaglione. Martín Buscaglia, guarda el secreto”. Luis Lapuente, El Mundo, España

- “Lo de Martín Buscaglia es una explosión de invención.¿Psicodelia – funky – tropicalista - candombera? Ojo, poné atención, que éste es un trovador multicolor”. Claudio Kleiman, Rolling Stone, AR

- "Few things around at the moment come close to sounding as funky as this new álbum from Uruguayan singer and songwriter Marítn Buscaglia" Oliver Keens, JunoPLus, UK

- "Temporada de conejos es un álbum espléndido que algún día inspirará sesudos ensayos en intelectuales revistas de música, que quizá sea contemplado dentro de varias décadas como uno de esos clásicos ocultos que merecen ser descubiertos." S.Cervera, Acid Jazz hispano, ESPAÑA

- "El cantautor uruguayo es casi un mito viviente. A no dejarlo pasar: educa y entretiene." Zona de Obras, ESPAÑA

- "Un cerebro imparable que despide funks, descargas eléctricas, ritmos pegadizos y playeros y canciones para ir en bicicleta. Martín Buscaglia está en estado de gracia.“Hermanos, esto es sano”, avisa Buscaglia en modo pastor. Hay que hacerle caso." S. Auyanet, El País, UY

## Reconocimientos
- Premio Iris en 2013, mejor solista.
- Premio Graffiti 2013 a mejor disco por "El Pimiento Indomable".
- Premio Iris en 2010 a solista del año, por "Temporada de conejos"
- “Temporada de conejos”, unos de los “50 discos del 2010” para Rolling Stone.
- “El evangelio según mi jardinero” unos de los 10 discos del 2006 para Rolling Stone.
- Premio Graffiti en 2009 a mejor disco de música para niños.
- Premio Iris en 2007 a personalidad del año.
- Premio Graffiti en 2007 a mejor solista por "El evangelio según mi jardinero".
- Premio Tabaré en 2000 a mejor programa de televisión juvenil por "Cantacuentos".